# 煌めき☆アンフォレント
煌めき☆アンフォレント（きらめきアンフォレント、通称キラフォレ）は、2015年10月31日に結成された日本の7人組女性アイドルグループ。所属レーベルは日本コロムビア、所属事務所はトイプラ。キャッチコピーは「アジア経由宇宙行き 銀河に煌めく七つ星」。「ご当地アイドル殿堂入り」。

## 概要
2015年10月31日に「三重のご当地アイドル」として名古屋でグループを結成、東海地方を中心に活動する。立ち上げスタッフはカリスマおたくの異名を持つ木本憲志。
ファンと1から三重県を学んでいくアイドルを掲げ、「宇宙」と「煌めき」をコンセプトに活動。プロデューサーの木本はかねてよりマネジメント学に興味を抱いており、アイドルグループ運営においては野村克也の「野村再生工場」を参考にした。アイドルグループOGが多いのはそのためでもある。
グループ名「煌めき☆アンフォレント」の「アンフォレント（Anforent）」は「Unusual」「Different」「Unforgettable」を組み合わせて造った造語である。
グループ結成当初はメンバーに三重県出身者がいなかったが、三重県にローカルアイドルがあまりいなかったため、知名度向上のため三重のご当地を名乗り始めた。
また、地元の商店街でのビラ配りやライブ、地元のサッカー社会人リーグのチーム（ヴィアティン三重 の公式応援アイドルを務めていた）の応援などをしていたが、活動すればするほど赤字になる状況となっていた。
グループとして初の地上波冠番組「三重レ！キラフォレ☆」が三重テレビで放送されていた。
2017年からは東京での活動を増やし、後に東京に活動の拠点を移す。同年12月18日、日本ご当地アイドル活性協会より『ご当地アイドル殿堂入り』に認定された。
2019年に開催された『煌めき☆アンフォレント アジアツアー2019 -宇宙∞ノスタルジア』では、台湾・香港・タイでの公演を行い、東京だけでなくアジアへの進出も視野に入れた活動を行っている。
2020年よりレーベルは日本コロムビア。同年11月29日にはLINE CUBE SHIBUYAにて、『煌めき☆アンフォレント5周年ツアー-新宇宙±ワープドライブ-』が開催され、5名が卒業。双葉凛乃のみが残り事実上の活動休止となった。
2021年、新メンバーが6名加入し、新体制がスタート。キャッチコピーを「アジア経由宇宙行き 銀河に煌めく七つ星」と改めた。
2022年12月28日、翌年1月末での活動休止を発表。その後2023年1月18日には、綺星★フィオレナードとの統合による後継グループ「Star★Shiμ'ne!!!」の結成が発表された。
2025年4月19日、新宿ReNYで再始動。

## メンバー

### 煌めき☆アンフォレント所属メンバー
| 名前                | ニックネーム | 生年月日               | メンバーカラー     | 出身地 | 身長    | 血液型 | 備考                                                                                            |
| ------------------- | ------------ | ---------------------- | ------------------ | ------ | ------- | ------ | ----------------------------------------------------------------------------------------------- |
| 佐藤栞 さとうしおり | しおりん     | 1998年2月3日（27歳）   | ロイヤルブルー     | 新潟県 | 158.3cm | O型    | 元AKB48 チーム8 元刹那的アナスタシア プロデューサー兼メンバー 元かすみ草とステラ プロデューサー |
| 陽葵なな ひまりなな | なーぽ       | 1998年6月17日（27歳）  | ハピネスイエロー   | 静岡県 |         |        | 元8WIZARD 海月七夏                                                                              |
| 小織りあ こおりりあ | りありー     | 2003年3月30日（22歳）  | トゥインクルピンク | 埼玉県 | 154cm   |        | 元にっぽん!真骨頂                                                                               |
| 月埜みみ つきのみみ | みみちゃん   | 2000年11月27日（24歳） | ヘブンリーパープル |        |         |        | 元STELLABEATS 元KATACOTO＊BANK                                                                  |
| 甘楽ゆい つづらゆい | ゆいちゃん   | 2001年11月24日（23歳） | マカロンレッド     | 埼玉県 | 166cm   |        | 元パティシエ 元 夜宙☆ShiNew'                                                                    |
| 鈴木Mob. すずきもぶ | もぶぴ       | 1999年4月10日（26歳）  | ただの水色         | 大阪府 | 153cm   | A型    | 元にっぽんワチャチャ                                                                            |
| 橘すず たちばなすず | すずちゃん   | 2000年3月1日（25歳）   | ユソングリーン     | 三重県 | 156cm   |        | 元 綺星★フィオレナード 元Star★Shiμ’ne!!!（輝星★Cosμ’n.） 元Star★Shiμ’ne!!!（彗星♩dropTune゜）   |

### 旧煌めき☆アンフォレント(kirafore 2.0)最終所属メンバー
| 名前                     | ニックネーム      | 生年月日               | メンバーカラー     | 出身地 | 身長  | 血液型 | 加入期/活動期間                    | 備考 |
| ------------------------ | ----------------- | ---------------------- | ------------------ | ------ | ----- | ------ | ---------------------------------- | --- |
| 白瀬乃愛 しらせ のあ     | のあ のあちゃん   | 1996年5月7日（29歳）   | アクアブルー       | 兵庫県 | 158cm | A型    | 9期/2021年1月17日 - 2023年1月30日  | 元ヤンチャン学園KANSAI (政田桃子)。元綺星★フィオレナード。 Star★Shiμ’ne!!!（彗星♩dropTune°）へ移籍。 2024年2月5日に彗星♩dropTune°を卒業。 |
| 達家真姫宝 たつや まきほ | まきちゃん        | 2001年10月19日（23歳） | ローズレッド       | 東京都 | 165cm | B型    | 9期/2021年1月17日 - 2023年1月30日  | 元AKB48。 Star★Shiμ’ne!!!（夜宙☆ShiNew’）へ移籍。 2024年1月27日に夜宙☆ShiNew’を卒業。 2024年6月27日から花いろはメンバー。(達家まきほ) |
| 神谷美玲 かみや みれい   | みれぴ ぽんちゃん | 1995年5月11日（30歳）  | スノーホワイト     | 静岡県 | 158cm | O型    | 9期/2021年1月17日 - 2023年1月30日  | 元手羽先センセーション 2025年1月10日より強がりセンセーションメンバー。 |
| 桐下愛未 きりした あみ   | あーみん          | 1994年1月19日（31歳）  | アメジストパープル | 福岡県 | 151cm | O型    | 9期/2021年1月17日 - 2023年1月30日  | 元LinQ(姫崎愛未)。amihime。 Star★Shiμ’ne!!!（彗星♩dropTune°）へ移籍。 2024年1月13日に彗星♩dropTune°を卒業。 |
| 穂村ゆうか ほむら ゆうか | ぽむ ゆうかちゃん | 1998年1月12日（27歳）  | ベイビーオレンジ   | 東京都 | 162cm | О型    | 9期/2021年1月17日 - 2023年1月30日  | 元ENGAG.ING。 Star★Shiμ’ne!!!（輝星★Cosμ’n.）へ移籍後、Star★Shiμ’ne!!!（夜宙☆ShiNew’）へ移籍。 2024年2月18日に夜宙☆ShiNew’を卒業。 株式会社トイプラを退所しRIZEプロダクション（株式会社 アフィックスジャパン）へ移籍。 2024年5月19日より「雨のち、ハレーション」メンバー。 |
| 羽純凜 はすみ りん       | りんぴ            | 2002年2月8日（23歳）   | マリーイエロー     | 大阪府 | 153cm | A型    | 9期/2021年1月17日 - 2023年1月30日  | 元ゆめいろH！L！T。 Star★Shiμ’ne!!!（夜宙☆ShiNew’）へ移籍。 弁護士を通じて2023年6月19日付で株式会社トイプラとの専属マネジメント契約を解除した。 |
| 長田美成 ながた みなり   | みなりん          | 1997年12月17日（27歳） | アップルグリーン   | 山口県 | 155cm | O型    | 11期/2022年7月11日 - 2023年1月30日 | 元虹のコンキスタドール。 Star★Shiμ’ne!!!（輝星★Cosμ’n.）へ移籍。 2023年5月3日に輝星★Cosμ’n.を脱退。 2023年5月11日に株式会社トイプラとの専属マネジメント契約を解除し、翌2024年にワンエイトプロモーションへ移籍。 2024年5月より「FULIT BOX」メンバー。                       |

### 旧煌めき☆アンフォレント過去の所属メンバー
| 名前                          | ニックネーム                | 生年月日               | メンバーカラー                                       | 出身地         | 身長/スリーサイズ    | 血液型 | 加入期/活動期間                                                  | 備考 |
| ----------------------------- | --------------------------- | ---------------------- | ---------------------------------------------------- | -------------- | -------------------- | ------ | ---------------------------------------------------------------- | --- |
| 瀬乃 かなみ せの かなみ       | かなえんじぇる              | 1995年11月19日（29歳） | えんじぇるぱーぷる                                   | 愛知県名古屋市 | 155cm                |        | 1期/2015年10月31日 - 2016年9月22日                               | 元サブリーダー。 元Carnival☆Starsアイドルキャスト（カミマエヅwktkメイツ）。 オリジナルソロ曲に「love addiction*」があった。 グループ活動休止後、POPUPに加入（市川楓）。 |
| 小日向 りぃり こひなた りぃり | りっぷる                    | 1996年4月17日（29歳）  | フェアリーピンク                                     | 岐阜県大垣市   | 162cm                | O型    | 1期/2015年10月31日 - 2016年10月29日                              | 元ソロアイドル（りっぷる）。 グループ卒業後、ふぇありーているず!に加入（日向りり）。 |
| 如月 愛花 きさらぎ まなか     | まぁちゃん                  | 1998年12月10日（26歳） | パールホワイト                                       | 三重県鈴鹿市   | 161cm                | O型    | 4期/2016年10月29日 - 2017年10月28日                              | 元an iris/好きだから‼ 戦うアイドルVICTORY。元はっぴー☆かみんぐ。 グループ初の三重県出身者。 オリジナルソロ曲に「想星∞クロスリンク」があった。 グループ脱退後、君に、胸キュン。に加入（姫ノ愛花）。 |
| 花乃木 りおな はなのき りおな | りおまる                    | 1999年1月22日（26歳）  | はなまるオレンジ                                     | 愛知県         | 162cm                | A型    | 2期/2016年3月13日 - 2018年5月13日                                | 元Sweet Surrender（谷岡瑠美）。 ファンの間では癒し系とされていた。 グループ卒業後、ぼくはまだしなないに加入（天城りおな）。 |
| 小倉 あん おぐら あん         | あんぺろ                    | 2000年12月30日（24歳） | ミレニアムピンク                                     | 奈良県         | 162cm                | B型    | 5期/2017年6月25日 - 2018年8月5日                                 | 元Le Siana。 幼少期から芸能活動をしていた。 |
| 西 ひより にし ひより         | ぴよちゃん ぴよ             | 1997年9月19日（27歳）  | きらめき黄色                                         | 愛知県         | 156cm 75 - 59 - 86cm | A型    | 1期/2015年10月31日 - 2018年1月31日 2018年5月14日 - 2019年6月23日 | 元リーダー（初代）。 元アイドル教室（東ひより）。 キャッチコピーは「水着がえっちな西ひより」。 チャームポイントは、右目下の泣きぼくろ2つ。 ソロ曲に「ガチ恋☆シトラス☆サワー」、カバーソロ曲に「ヒヨコですティニー」があった。 ミスiD2018（一般投票1位）、ミスiD2018アー写.com賞受賞。 いちごアソシエイツ2018(ファイナリスト)。 サキドルエースSURVIVAL SEASON9第3位。 グループ卒業後に同グループに期間限定で復帰、アイドル界ではレアなケースである。 グループ卒業後、祝福！ちゅあしぃを結成。 |
| 谷 麻由里 たに まゆり         | まゆりん                    | 1997年3月18日（28歳）  | ラビットシルバー（白ラメ） ※ペンライトの色はホワイト | 大阪府         | 156cm 81 - 58 - 88cm |        | 6期/2018年3月10日 - 2020年8月21日                                | 元うさロイド。 ミスアクション2016特別賞受賞（グループ加入前）。 第1回キスカプリンセス後期準グランプリ受賞。脱退後の2021年5月、トイプラ、同社社長、マネージャーを相手に未払賃金、セクハラ・パワハラ慰謝料の支払いを求める訴訟を起こした（後に和解）。 |
| 二條 満月 にじょう みつき     | みっきー みっちゃん みつき  | 1995年9月1日（29歳）   | ライトブルー                                         | 京都府京都市   | 161cm                | B型    | 1期/2015年10月31日 - 2020年11月29日                              | 元リーダー（2代目）。 グループ結成前はモデルとして活動していた。 芸名の「二條」は本人の地元京都の二条城が由来。 グループ卒業と共に芸能界も引退。 |
| 茉井 良菜 まつい らな         | らなてぃん らなし           | 1999年1月13日（26歳）  | サーモンレッド                                       | 奈良県桜井市   | 158cm 84 - 61 - 87cm |        | 3期/2016年7月3日 - 2020年11月29日                                | センター。 元Le Siana。 チャームポイントは、むちむち。 白玉ピロリン帝国+としても活動していた。 グループ卒業後モユルハルに加入。 2023年末よりアキシブprojectに加入。 |
| 高橋 みお たかはし みお       | みおちん                    | 1996年5月2日（29歳）   | チェリーピンク                                       | 東京都         | 161cm 83 - 58 - 88cm | O型    | 7期/2018年12月24日 - 2020年11月29日                              | 元AKB48グループドラフト候補生。元Flower Notes。 日本コロムビア所属。 |
| 日南 遥 ひなみ はるか         | はるる                      | 1997年10月20日（27歳） | フェザーオレンジ                                     | 愛知県         | 156cm                | O型    | 7期/2018年12月24日 - 2020年11月29日                              | グループ加入前にユニドルで東海地区1位に選出された実績を持つ。 ユニドルの東海地区予選でキラフォレに出会った。 グループ卒業後、手羽先センセーションに加入。 |
| 藤宮もな ふじみや もな        | もなちゅ                    | 1999年5月24日（26歳）  | りべろいえろ〜                                       | 埼玉県         | 155cm                |        | 8期/2019年7月11日 - 2020年11月29日                               | 元KAMOがネギをしょってくるッ!!!。 Twitterで、目の錯覚を利用し胸が大きく見えるTシャツを着た自身の写真を公開し話題を呼んだ。 |
| 双葉凛乃 ふたば りの          | りぃのん                    | 1998年1月12日（27歳）  | チェレステグリーン → アビスブラック                  | 大阪府         | 157cm                | A型    | 6期/2018年3月10日 - 2021年8月3日                                 | 元手羽先センセーション（立花凛乃）。 アイドル活動をする前は踊り手をしていた。 |
| 天猫なの あまね なの          | あまねしーちゃん しーちゃん | 1997年6月13日（28歳）  | みゅーぐりーん                                       | 東京都         | 162cm                | AB型   | 10期/2022年5月15日 - 2022年7月8日                                | 元ENGAG.ING(あまね)。 |

## 略歴
2015年
- 10月29日 - 大須Dt.BLDにてプレデビュー。
- 10月31日 - 名古屋東建ホールにてデビュー（結成メンバーは西ひより、小日向りぃり、瀬乃かなみ、二條満月の4人）。（4名）

2016年
- 1月6日 - エフエムよっかいちにて「煌めけ！アンフォレディオ☆」放送開始。
- 2月27日 - Mカード「幻影★ギャラクティカ」「流星☆ロマンティカ」発売。
- 3月13日 - 『煌めき☆アンフォレント1stワンマンLIVE -幻影★ギャラクティカ-』開催。新メンバーとして花乃木りおなが加入。(4+1=5名)
- 4月2日 - 三重テレビにて「土曜でしょ！」放送開始（レギュラー出演）。
- 5月3日 - 『煌めき☆アンフォレント1st金名阪ツアー「=虹色=サンシャイン」』開始。
- 7月3日 - 新メンバーとして茉井良菜が加入[80]。(5+1=6名)
- 7月22日 - Mカード「=虹色=サンシャイン」発売。
- 8月18日 - Mカード「永遠△グラヴィティ」発売。
- 8月31日 - 瀬乃かなみが学業専念のため9月22日をもって活動休止することを発表[81]。
- 9月18日 - 翌年2月19日に東京・青山でのワンマンライブの開催を発表[82]。Mカード「☆光速艇☆-star ship-」発売。
- 9月25日 - 『@JAM×ナタリーEXPO2016』に出演[83][18]。瀬乃かなみが活動休止。(6-1=5名)
- 9月30日 - 小日向りぃりが持病の悪化によりグループ活動を休止[84]。
- 10月17日 - 小日向りぃりが気分変調症により、10月29日で卒業することを発表[85]。
- 10月29日 - 『煌めき☆アンフォレント1st Anniversary LIVE!!』開催。小日向りぃりが卒業。新メンバーとして如月愛花が加入。Mカード「幻影★ギャラクティカ/流星☆ロマンティカ ver.2016」発売。(5-1+1=5名)
- 11月26日 - Mカード「瞬間、フロレセント」を発売。
- 12月17日 - Stella☆BeatsとのコラボレーションCDシングル「雪のカケラ*」発売[86]。
- 11月23日 - 大阪定期公演開始。
- 12月21日 - 『Stella☆Beats×煌めき☆アンフォレント X'mas東名阪2マンツアー』開始。
- 12月25日 - 白玉ピロリン帝国+が心斎橋DROPにてプレデビュー。Mカード「運命√ビッグバン」発売。

2017年
- 1月14日 - 白玉ピロリン帝国+が伏見VERSUS東海ホールにてデビュー。
- 2月19日 - 『煌めき☆アンフォレント SPワンマンLIVE - 幻影★ギャラクティカ』開催。
- 3月28日 - 「幻影★ギャラクティカ」のPV公開。
- 4月4日 - 1stシングル「運命√ビッグバン/幻影★ギャラクティカ」発売。「運命√ビッグバン」のPV公開。奈良テレビにて茉井良菜ソロ冠番組「ラナが、やるナラ。」放送開始。
- 5月5日 - 『煌めき☆アンフォレント 2ndワンマンライブ -運命√ビッグバン-』開催。6月に新メンバーが加入することを発表[87][88]。
- 5月17日 - 東京定期公演開始。
- 6月25日 - チームしゃちほこ主催の『SYACHI FES 2017』に出演。新メンバーとして小倉あんが加入。(5+1=6名)
- 7月1日 - 『煌めき☆アンフォレント 1st全国ツアー ～太陽≦スターチューン～ 』開始。
- 7月9日 - 『アイドル横丁夏まつり!!〜2017〜』に出演[89]。
- 7月29日 - Mカード「太陽✡INVADER」「奇跡≒スターチューン」発売。
- 8月6日 - 『TOKYO IDOL FESTIVAL』に出演[90]。
- 9月1日 - CTY-FMにて「煌めけ！アンフォレディオ#」放送開始。
- 9月18日 - 『煌めき☆アンフォレント 1st全国ツアー ～太陽≦スターチューン～ 名古屋公演』開催。メジャーデビューシングル「「=虹色=サンシャイン/煌々◇ナミダ」を12月6日に発売することを発表[91]。
- 9月20日 - 如月愛花が体調不良により活動休止[92]。
- 10月28日 - TOY Planet*が如月愛花との専属マネージメント契約を解除[93]。(6-1=5名)
- 11月20日 - 「=虹色=サンシャイン」「煌々◇ナミダ」のPV公開[94]。
- 12月6日 - メジャーデビューシングル「=虹色=サンシャイン/煌々◇ナミダ」発売。
- 12月 - オリコン週間ランキングにてCD1万枚以上を越えて『ご当地アイドル殿堂入り』認定[95]。

2018年
- 1月13日 - DVD『ラナが、やるナラ。DVD vol.1』発売。
- 1月15日 - 西ひよりが1月31日で卒業することを発表[96]。
- 1月31日 - 『ばいぴよフェス～西ひより卒業公演』開催。西ひよりが卒業。(5-1=4名)
- 2月2日 - 『煌めき☆アンフォレント 1st全国ツアー ～太陽≦スターチューン～ 折り返し追加公演』開始。
- 3月10日 - 『煌めき☆アンフォレント 新体制記念無料イベ』開催[97][98]。新メンバーとして双葉凛乃、谷麻由里が加入[99][97]。(4+2=6名)
- 4月5日 - 三重テレビにて煌めき☆アンフォレント冠番組「三重レ！キラフォレ☆」放送開始。
- 4月23日 - 花乃木りおなが5月13日で卒業することを発表[100]。
- 4月28日 - DVD『煌めき☆アンフォレント 1st全国ツアー ～太陽≦スターチューン～ 2017.9.18 名古屋DIAMOND HALL公演』発売。
- 5月5日 - 西ひよりが運営側の要望で[101]、5月14日より期間限定でグループに復帰することを発表[102]。
- 5月13日 - 『TRIGGER→ 煌めき☆アンフォレント 花乃木りおな卒業SP』開催。花乃木りおなが卒業。(6-1=5名)
- 5月14日 - 西ひよりが期間限定でグループに復帰。(5+1=6名)
- 6月13日 - DVD『ラナが、やるナラ。DVD vol.2』発売。
- 6月24日 - 『SYACHI FES 2018』に出演[103]。
- 7月19日 - 名古屋定期公演開始。
- 7月21日・22日　- SEKIGAHARA IDOL WARS 2018〜関ケ原唄姫合戦〜に出演。
- 7月29日 - 小倉あんが学業優先のため、8月5日で卒業することを発表[104]。
- 8月2日 - 西ひよりが集英社「週刊ヤングジャンプ」主催「サキドルエースSURVIVAL SEASON9」にエントリー。同誌表紙に登場[105]。
- 8月5日 - TOKYO IDOL FESTIVALに出演[106][107]。小倉あんが卒業。Mカード「宇宙∞ノスタルジア」発売。(6-1=5名)
- 8月20日 - 茉井良菜がアイドル情報サイト「Pop'n'Roll」副編集長に就任[108][109]。
- 8月25日 - @JAM EXPO 2018に出演[110]。
- 11月30日 - プロデューサーがUta Tenのインタビューにて、新メンバーを加入させると発言[111]。
- 12月14日 - 24日に開催される『煌めき☆アンフォレント 3rdワンマンライブ -光彩⌘スターティングオーバー-』にて元Flower Notes（解散）の高橋みお、日南遥が加入することを発表[112]。
- 12月24日 - 『煌めき☆アンフォレント 3rdワンマンライブ -光彩⌘スターティングオーバー-』開催。高橋みお、日南遥が加入。Mカード「光彩⌘スターティングオーバー」発売。(5+2=7名)
- 12月25日 - シングル「奇跡≒スターチューン/光彩⌘スターティングオーバー」を、2019年4月9日に日本コロムビアマーケティングとタッグを組んで設立されたアイドル専門の新レーベルVictoria Beats（ヴィクトリアビーツ）第一弾所属アーティストとしてリリースすることを発表[113]。

2019年
- 3月11日 - 茉井良菜が奈良テレビ「はじめましてツキムラです」にレギュラー出演することを発表[114]。
- 3月17日 - 『煌めき☆アンフォレント アジアツアー2019 -宇宙∞ノスタルジア- 』開始。「奇跡≒スターチューン」 のPV公開[115]。
- 3月28日 - 「奇跡≒スターチューン」が三重テレビ「Mieライブ」、CBCテレビ「MAG!C PRINCE 大城光のMAG!C MUS!C」、三重テレビ「三重レ！キラフォレ☆」のエンディングテーマに決定[116]。
- 4月9日 - シングル「奇跡≒スターチューン/光彩⌘スターティングオーバー」発売。
- 5月30日 - 名古屋Reny Limitedで行われた名古屋定期公演にて、西ひよりが6月23日をもって期間限定の活動を終了することを発表[117]。『煌めき☆アンフォレント アジアツアー2019 -宇宙∞ノスタルジア』追加公演として台湾・高雄とツアーファイナル恵比寿LIQUIDROOをホームページで発表。
- 6月22日 - DVD&Blu-ray『煌めき☆アンフォレント 3rdワンマンライブ in Zepp Nagoya』、Mカード『煌めき☆アンフォレント Music Selection 2018-2019』発売。
- 6月23日 - 『煌めき☆アンフォレント 1stアジアツアー特別編 ～煌めく虹の先へ～』開催。西ひよりが活動終了[118]。(7-1=6名)
- 7月1日 - 11日に開催される『煌めき☆アンフォレント東京定期公演』にて藤宮もなが加入することを発表[119]。
- 7月11日 - 藤宮もなが加入。(6+1=7名)
- 7月20日 ・21日 - SEKIGAHARA IDOL WARS 2019 〜関ケ原唄姫合戦〜に出演。
- 8月11日・12日 - ドラゴン クイーンズ フェスティバル 〜竜王アイドル夏祭り〜に出演。
- 8月24日 - @JAM EXPO 2019に出演。
- 9月8日 - 10月26日に名古屋ReNY limitedにて4周年記念ライブを開催することを発表[120]。
- 9月19日 - 双葉凛乃がKBS京都「ドル虎～アイドルだらけのプロモーション大作戦～」にレギュラー出演することを発表[121]。
- 9月27日 - 茉井良菜が『週刊SPA!』にて初水着グラビアを披露することを発表[64]。
- 10月26日 - 『煌めき☆アンフォレント 4周年記念ライブ~第一回チキチキ！キラフォレ楽曲大賞！~』開催。「儚恋‖セパレート」がファンの投票による楽曲大賞で一位[122]。
- 10月27日 - 『煌めき☆アンフォレント4周年記念LIVE DAY2』開催。2020年2月26日に日本コロムビアよりメジャー1st EPをリリースすること、また2月25日に渋谷TSUTAYA O-EASTにて『煌めき☆アンフォレント メジャー1st EP リリース記念ワンマンLIVE』が開催されることを発表[123][124]。
- 11月18日 - 12月6日 - 二條満月が休暇[125][126]。

2020年
- 1月7日 - 茉井良菜の水着グラビアが『週刊FLASH』に掲載[127][128]。
- 1月10日 - メジャー1st EPのタイトルが『新宇宙±ワープドライブ』に決定し、リード曲「太陽系◎ワンダーラスト」が1月15日に先行配信されることを発表[129]。
- 1月13日 - 『茉井良菜バースデーライブ2020~よんすセンイルチュッカへ~』開催[130][131]。
- 1月15日 - 「太陽系◎ワンダーラスト」配信開始。iTunes StoreのJ-POPランキングにランクイン[132]。
- 1月20日 - 『新宇宙±ワープドライブ』のジャケット写真と「太陽系◉ワンダーラスト」のPV公開[133][134]。
- 2月5日 - 『煌めき☆アンフォレント アジアツアー2019 -宇宙∞ノスタルジア- FINAL公演』の模様を完全収録したBlu-ray、DVDをリリースすることを発表[135]。茉井良菜が『旬撮GIRL 初水着』の表紙に登場[136][137]。
- 2月13日 - 茉井良菜のグラビアが『週刊ヤングジャンプ』に掲載[138]。
- 2月25日 - 『煌めき☆アンフォレント 4thワンマンライブ』開催。2ndアジアツアー2020＜新宇宙±ワープドライブ＞の開催とツアーファイナルを8月12日にZepp DiverCity TOKYOで開催することを発表[139][140][141]。
- 2月26日 - EP『新宇宙±ワープドライブ』発売。
- 4月1日 - 文化放送 超!A&G+にて「A&G ARTIST ZONE 煌めき☆アンフォレントのTHE CATCH」放送開始。
- 5月 - 新型コロナウイルスの影響で開催予定されていた東京・大阪・名古屋でのツアーが中止[142]。
- 5月24日 - 『煌めき☆アンフォレント 2ndアジアツアー2020 -新宇宙±ワープドライブ- ON LINE公演！』開催[143]。
- 6月23日 - 翌月21日よりインターネット放送局「WALLOP」にてレギュラー番組が配信されることを発表[144]。
- 7月3日 - 新型コロナウイルスの影響で予定されていたアジアツアーの全公演の無期限延期を発表。「儚恋||セパレート」のPV公開[145][146]。
- 7月11日 - 高橋みおが「ミスFLASH2021」にエントリー[147]。
- 7月21日 - WALLOPにて「煌めけワロップ放送局」配信開始[148]。
- 8月8日 - 谷麻由里が会社都合によりグループ活動を休止。
- 8月12日 - 二條満月が11月下旬に卒業することを発表[149]。
- 8月21日 - トイプラが谷麻由里との専属マネジメント契約解除を発表[150]。(7-1=6名)
- 8月27日 - 茉井良菜が11月下旬に卒業することを発表[151]。
- 9月1日 - 『二條満月BIRTHDAYLIVE2020』開催[59]。
- 10月2日 - 『TOKTO IDOL FESTIVAL 2020オンライン』に出演。
- 10月4日 - 高橋みおが「ミスFLASH2021」のファイナリストに選出される[152]。
- 10月5日 - FM NACK5にて「藤宮もなの煌めき☆ソムリエ」放送開始[153]。
- 10月14日 - 煌めき☆アンフォレント結成5周年ツアー『新宇宙±ワープドライブ(1)』の開催と11月29日に東京・LINE CUBE SHIBUYAで開催されるファイナル公演をもって現体制での活動を終了することを発表[154]。
- 11月1日 - 『煌めき☆アンフォレント 5周年記念イベント in 名古屋』開催。
- 11月3日 - 『煌めき☆アンフォレント 5周年記念ライブ in 京都』開催。
- 11月10日 - 高橋みお、日南遥が同月29日の公演で卒業することを発表（トイプラとのマネジメント契約も共に12月末で終了）[155]。
- 11月26日 - 藤宮もなが同月29日の公演で卒業することを発表。12月中はメディアの仕事を中心に行い、トイプラとのマネジメント契約は、翌月12月31日で終了[156]。
- 11月29日 - 『煌めき☆アンフォレント 5周年ツアー -新宇宙±ワープドライブ-』開催。二條満月、茉井良菜、高橋みお、日南遥、藤宮もなが卒業。(6-5=1名)

2021年
- 1月10日 - 新体制お披露目東名阪ツアーが開催されることを発表。
- 1月13日 - 連日新メンバーの加入を発表。神谷美玲、桐下愛未、達家真姫宝、穂村ゆうか、羽純凜、白瀬乃愛を加え、新体制となる7名のメンバーを発表した[157]。
- 1月17日 - USEN STUDIO COAST（TOKYO IDOL WARS 2021 大江戸唄姫合戦）にて新体制プレお披露目。
- 1月18日 - 『新体制お披露目ツアー -新宇宙±ワープドライブⅡ-東京公演』開催[157]。3月31日に日本コロムビアよりメジャー2nd EP「新宇宙±ワープドライブII」のリリースと、3月9日にZepp DiverCity TOKYOでのワンマンライブを発表[158]。  (1+6=7名)
- 8月3日 - 『煌めき☆アンフォレント新体制お披露目ツアーFINAL『シン宇宙±ワープドライブ:||』』をZepp DiverCity(TOKYO)にて開催。双葉凛乃がこのライブをもって卒業[159]。

2022年
- 5月 - 天猫なのが加入。
- 7月 - 天猫なのが体調不良のため脱退。
- 7月11日 - 長田美成が加入。
- 12月28日 - 愛知、大阪、神奈川で開催される公演『さよならアンフォレント:||～銀河の果てへと 別れの曲～』をもって活動停止することと、その日をもって神谷美玲が契約満了でグループ卒業・事務所退所することを発表[160]。

2023年
- 1月30日 - 活動停止。

2025年
- 1月1日 - 再結成を発表[161]
- 4月8日 - 再始動

## 作品
※順位はオリコンランキング最高位。

### 映像作品

#### 茉井良菜ソロ名義
| #   | 発売日        | タイトル                        | 備考                                   |
| --- | ------------- | ------------------------------- | -------------------------------------- |
| 1st | 2018年1月13日 | 「ラナが、やるナラ。」DVD vol.1 | 「ラナが、やるナラ。」#1から#26収録。  |
| 2nd | 2018年6月13日 | 「ラナが、やるナラ。」DVD vol.2 | 「ラナが、やるナラ。」#27から#52収録。 |

### ミュージックビデオ
| #   | タイトル              | 公開日         |
| --- | --------------------- | -------------- |
| 1st | 幻影★ギャラクティカ   | 2017年3月28日  |
| 2nd | 運命√ビッグバン       | 2017年4月4日   |
| 3rd | =虹色=サンシャイン    | 2017年11月20日 |
| 4th | 煌々◇ナミダ           | 2017年11月20日 |
| 5th | 奇跡≒スターチューン   | 2019年3月17日  |
| 6th | 太陽系◉ワンダーラスト | 2020年1月20日  |
| 7th | 儚恋llセパレート      | 2020年7月3日   |

## ライブ・イベント

### ワンマンライブ
- 2016年3月13日、煌めき☆アンフォレント1stワンマンLIVE -幻影★ギャラクティカ-（四日市CLUB CHAOS）
- 2017年2月19日、煌めき☆アンフォレント SPワンマンLIVE - 幻影★ギャラクティカ（青山月見ル君想フ）（ゲスト：Stella☆Beats、シークレットゲスト：Clef Leaf、オープニングアクト：柚希未結）
- 2017年5月5日、煌めき☆アンフォレント 2ndワンマンライブ -運命√ビッグバン-（名古屋CLUB QUATTRO）
- 2018年12月24日、煌めき☆アンフォレント 3rdワンマンライブ -光彩⌘スターティングオーバー-（Zepp名古屋）（ゲスト：天晴れ!原宿、オープニングアクト：綺星★フィオレナード）
- 2020年2月25日、煌めき☆アンフォレント 4thワンマンライブ（渋谷TSUTAYA O-EAST）（ゲスト：まねきケチャ、オープニングアクト：綺星★フィオレナード、ハニースパイスRe.）

### 主催イベント
- 2016年10月29日、煌めき☆アンフォレント1st Anniversary LIVE!!（大須X-HALL）（ゲスト：フラップガールズスクール）
- 2019年10月26日 、煌めき☆アンフォレント 4周年記念ライブ~第一回チキチキ！キラフォレ楽曲大賞！~（名古屋ReNY Limited）（ゲスト：サクヤコノハナ、オープニングアクト：まりえ(38)）
- 2020年1月13日、茉井良菜バースデーライブ2020~よんすセンイルチュッカへ~（渋谷WWW X）（ゲスト：Luce Twinkle Wink☆、あっとせぶんてぃーん[179]）
- 2020年9月1日、二條満月BIRTHDAYLIVE2020（渋谷duo Music EXCHANGE）[59]（オープニングアクト：まりえ(39)）
- 2020年11月1日、煌めき☆アンフォレント 5周年記念イベント in 名古屋（名古屋ReNY Limited）
- 2020年11月3日、煌めき☆アンフォレント 5周年記念ライブ in 京都（京都KBSホール）

## 出演

### テレビ
- 土曜でしょ！（2016年4月2日 - 6月18日、三重テレビ）
- ラナが、やるナラ。（2017年4月4日 - 2018年3月27日、奈良テレビ放送） - 茉井良菜ソロ冠番組。
- バキバキ☆ビート！Ⅱ（2017年10月15日 - 2020年3月7日、サンテレビ） - 二條満月のみの出演。
- 三重レ！キラフォレ☆（2018年4月5日 - 2020年12月29日、三重テレビ）
- 楽遊のさきどり★アイドル塾（2018年8月3日 - 2019年2月1日、TOKYO MX）
- はじめましてツキムラです。（2019年4月2日 - 9月、奈良テレビ放送） - 茉井良菜のみの出演。
- ドル虎～アイドルだらけのプロモーション大作戦～（2019年10月2日 - 12月25日、KBS京都） - 双葉凛乃のみの出演。

### ラジオ
- 煌めけ！アンフォレディオ☆→煌めけ！アンフォレディオ#（2016年1月6日 - 2018年3月9日、エフエムよっかいち（現CTY-FM））
- だって♡好きなんだもん！！（2018年11月30日 - 2020年11月20日、KBS京都ラジオ） - 二條満月のみの出演（月1回）。
- A&G ARTIST ZONE 煌めき☆アンフォレントのTHE CATCH（2020年4月1日 - 、超!A&G+） - 茉井良菜、双葉凛乃、谷麻由里がメインパーソナリティ[180]。
- 藤宮もなの煌めき☆ソムリエ→煌めき☆アンフォレントの煌めき☆ソムリエ→達家真姫宝のまきほいくわよ!（2020年10月5日 - 2022年9月26日、FM NACK5、ラジオのアナ〜ラジアナ月曜日内） -  2021年のリニューアルまでは藤宮もなのみ、また6月までは全員が交代で出演。2021年7月6日（5日深夜）より達家真姫宝単独出演[181]。

### インターネット配信
- 煌めけワロップ放送局（2020年7月21日 - 、WALLOP）

### 映画
- サクラ～キスからはじまる呪い～（2019年公開） - 谷麻由里のみの出演[182]。
- FIND（2019年公開） - 茉井良菜のみの出演[183]。

## クラウドファンディング
- 1stシングル「運命√ビッグバン/幻影★ギャラクティカ」発売にあたり、クラウドファンディングサイトCAMPFIREにてプロモーション費の資金を募り、189人から合計319万2000円の支援を得た[184]。
- 2ndシングル「=虹色=サンシャイン/煌々◇ナミダ」発売にあたり、クラウドファンディングサイトCAMPFIREにてプロモーション費の資金を募り、375人から合計511万9500円の支援を得た[185]。
- 3rdシングル「奇跡≒スターチューン / 光彩⌘スターティングオーバー」発売にあたり、クラウドファンディングサイトKanattaにてプロモーション費の資金を募り、86人から242万円の支援を得た[186]。